# Элин Андерсдоттер
Элин Андерсдоттер (швед. Elin Andersdotter; ум. 1569), — шведская придворная дама. Она служила гофмейстериной (швед. hovmästarinna) при королеве Швеции Карин Монсдоттер. Она известна тем, что была ведущей фигурой в заговоре, направленном на освобождение и восстановление в правах заключённого и свергнутого короля Швеции Эрика XIV.

## Биография
Элин Андерсдоттер, по слухам, была вдовой некоего Гердта Свердфеяре из Вадстены и в неизвестную дату вышла замуж ещё раз за человека по имени Ханс Андерссон. Впервые она упоминается в качестве фрейлины королевской любовницы Карин Монсдоттер в 1566 году. Охарактеризованная как преданная служанка, она получила несколько подарков от Карин.
Когда Карин Монсдоттер стала королевой, Элин Андерсдоттер была назначена гофмейстериной. Это была необычная должность для простолюдинки, но двор Карин Монсдоттер, которая сама была изначально простолюдинкой, был довольно мал, меньше, чем у её королевских невесток, и преимущественно состоял из её прежнего штата простолюдинов.
В 1568 году Эрик XIV был низложен и заключён в тюрьму вместе с Карин Монсдоттер, которой, однако, было разрешено сохранить свой штат.

### Заговор 1569 года
Летом 1569 года был раскрыт заговор с намерением освободить и восстановить Эрика XIV. План состоял в том, чтобы судовладелец Пер Ларссон открыл огонь по городу Стокгольму, а свергнутый монарх смог бы бежать из своей тюрьмы в королевском дворце во время общего беспорядка, а также собрать своих сторонников в Даларне, с помощью которых он смог бы вернуться на трон Швеции.
Заговорщики состояли из членов королевских дворов Эрика XIV и Карин Монсдоттер: секретаря и гофмейстерины Карин, Томаса Якобссона и Элин Андерсдоттер; судовладельцев Пера Ларссона и Франса Клементссона; капеллана Йона, Пера Польссона и супруга Элин Андерсдоттер; Ханса Андерссона. Элин Андерсдоттер была, наряду с Томасом Якобссоном, лидером заговора и финансировала всю эту затею. Заговорщики проводили свои совещания в доме Якобссона, который также вёл переписку с Эриком XIV, проинформированным о заговоре. Неизвестно, была ли Карин Монсдоттер проинформирована о заговоре или участвовала в нём.
Во время процесса над заговорщиками Андерсдоттер и Якобссон были допрошены по поводу якобы тайного сокровища, которое, как был уверен Юхан III, было спрятано Эриком XIV, и им было обещано помилование, если они помогут вернуть его. Но они ничего не сообщили о нём, если вообще существовало такое сокровище.
Элин Андерсдоттер была признана виновной в заговоре с целью свержения монарха. Вместе с Томасом Якобссоном она была казнена как главный его зачинщик.